# Wały Jagiellońskie w Gdańsku
Wały Jagiellońskie (niem. Elisabethwall (część północna) + Dominikswall (część południowa)) – ważna ulica w dzielnicy Śródmieście w Gdańsku, o długości 460 m. Przebiega południkowo. Stanowi część drogi krajowej nr 91 (E75) E77.
Skrzyżowanie tej ulicy z ul. Hucisko uważane jest za centralny punkt miasta.

## Przebieg
Wały Jagiellońskie zaczynają się na wysokości przejścia podziemnego łączącego Targ Węglowy z Targiem Siennym i są przedłużeniem ul. Okopowej. Następnie ulica krzyżuje się z Targiem Drzewnym oraz ul. Hucisko, tworząc jedno z najbardziej ruchliwych skrzyżowań w mieście, za którym Wały Jagiellońskie skręcają lekko w lewo. W ten sposób wchodzą w prosty, ok. 200-metrowy odcinek, na którym to występuje największe natężenie ruchu autobusów w całym mieście. Na wysokości ul. Bastion św. Elżbiety, droga skręca znacznie w prawo przechodząc w Podwale Grodzkie.

## Historia

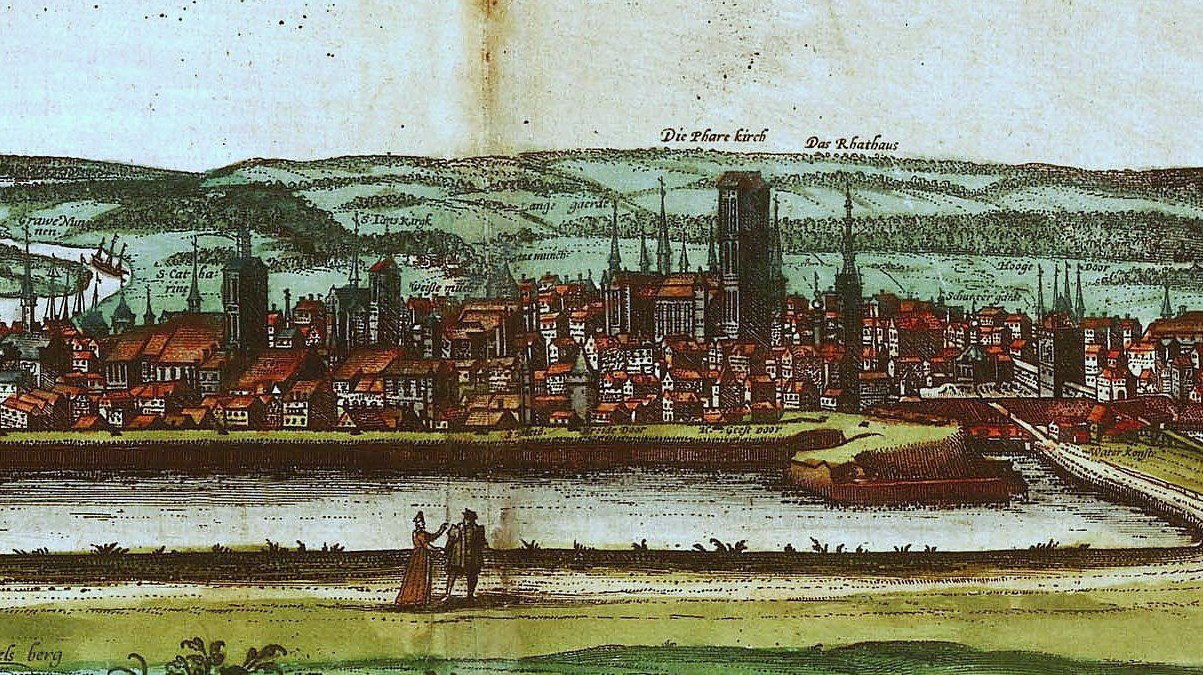
Widok Gdańska z ok. 1575, z Góry Gradowej, w kierunku wschodnim. Na miejscu nowożytnych umocnień miasta (wału i fosy) została zbudowana ul. Wały Jagiellońskie

Ulica Wały Jagiellońskie powstała z połączenia dwóch ulic wybudowanych pod koniec XIX w. Szerokie ulice, zabudowane reprezentacyjnymi gmachami, powstały według projektu niemieckiego urbanisty Jacoba Stübbena.
Nazwy ulicom zostały nadane w 1897 roku i pochodziły od nowożytnych, obronnych wałów miejskich, na miejscu których zostały utworzone. Do 1945 roku północna część nosiła niemieckojęzyczną nazwę Elisabethwall (Wały Elżbietańskie), ze względu na bliskie sąsiedztwo bastionu św. Elżbiety oraz kościoła i szpitala św. Elżbiety. Ulica południowa nosiła nazwę Dominikswall (Wały Dominika) i była reprezentacyjną aleją. Usunięcie fortyfikacji skutkowało pojawieniem się nowych, atrakcyjnych inwestycyjnie terenów, położonych bezpośrednio przy centrum miasta. Po Elisabethwall, później i po Dominikswall poruszały się tramwaje elektryczne.
Pod adresem:
- Dominikswall 3 znajdował się Konsulat Generalny Niemiec (1927-1939),
- Dominikswall 6 mieścił się od 1898 roku luksusowy hotel Danzigerhof.

W wyniku działań wojennych w marcu 1945 większa część zabudowy ulic została zniszczona, a później rozebrana.
27 listopada 1961 roku został oddany budynek pod numerem 2/4, będący wówczas sklepem meblowym, a następnie użytkowany jako biura LOT-u. Na 2018 przewidywano wyburzenie tego budynku i zastąpienie nowym, nienawiązującym do historycznego otoczenia obiektem zaprojektowanym przez pracownię KD Kozikowski Design. Inwestycję zablokował jednak w 2020 wojewódzki konserwator zabytków.
W 2021 rozpoczęto prace nad powstaniem przejścia przez ulicę dla pieszych w rejonie Bramy Wyżynnej. Jego otwarcie nastąpiło 15 kwietnia 2022. 15 dni później wydłużono buspas, zlokalizowany na zachodnim pasie północnej części ulicy.

### Zabytki i historyczne obiekty

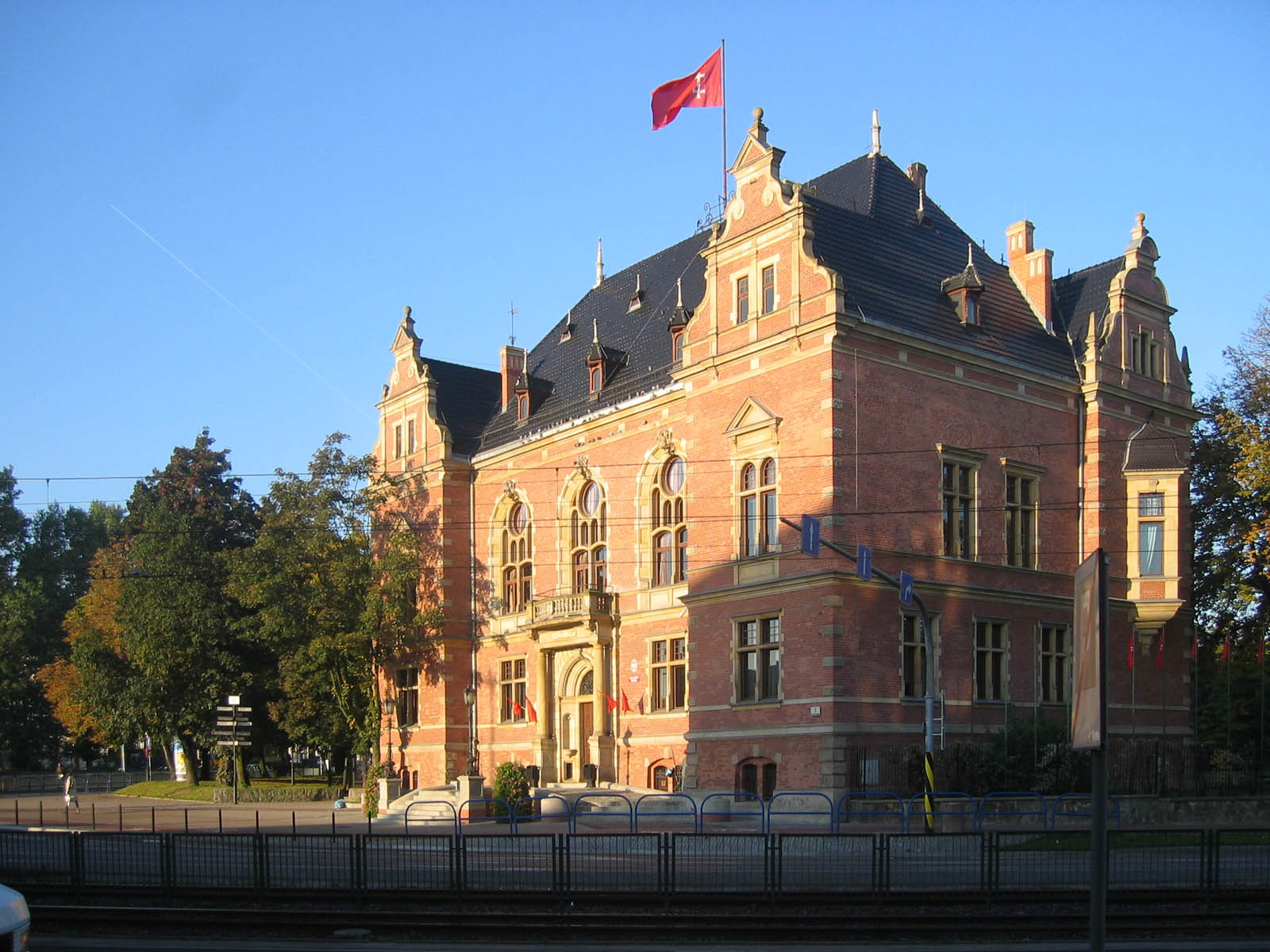
Nowy Ratusz, siedziba Rady Miasta

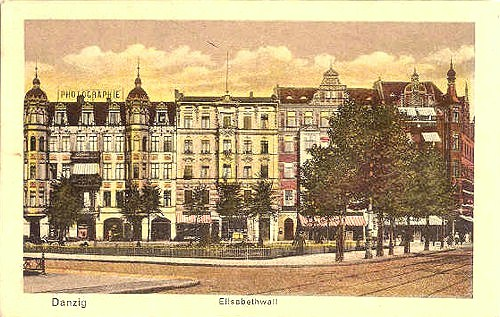
Wały Jagiellońskie - część północna (Elisabethwall), skrzyżowanie z ul. Hucisko, ok. 1900

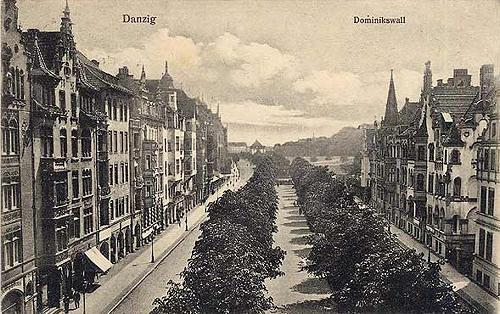
Wały Jagiellońskie - część południowa (Dominikswall), ok. 1900

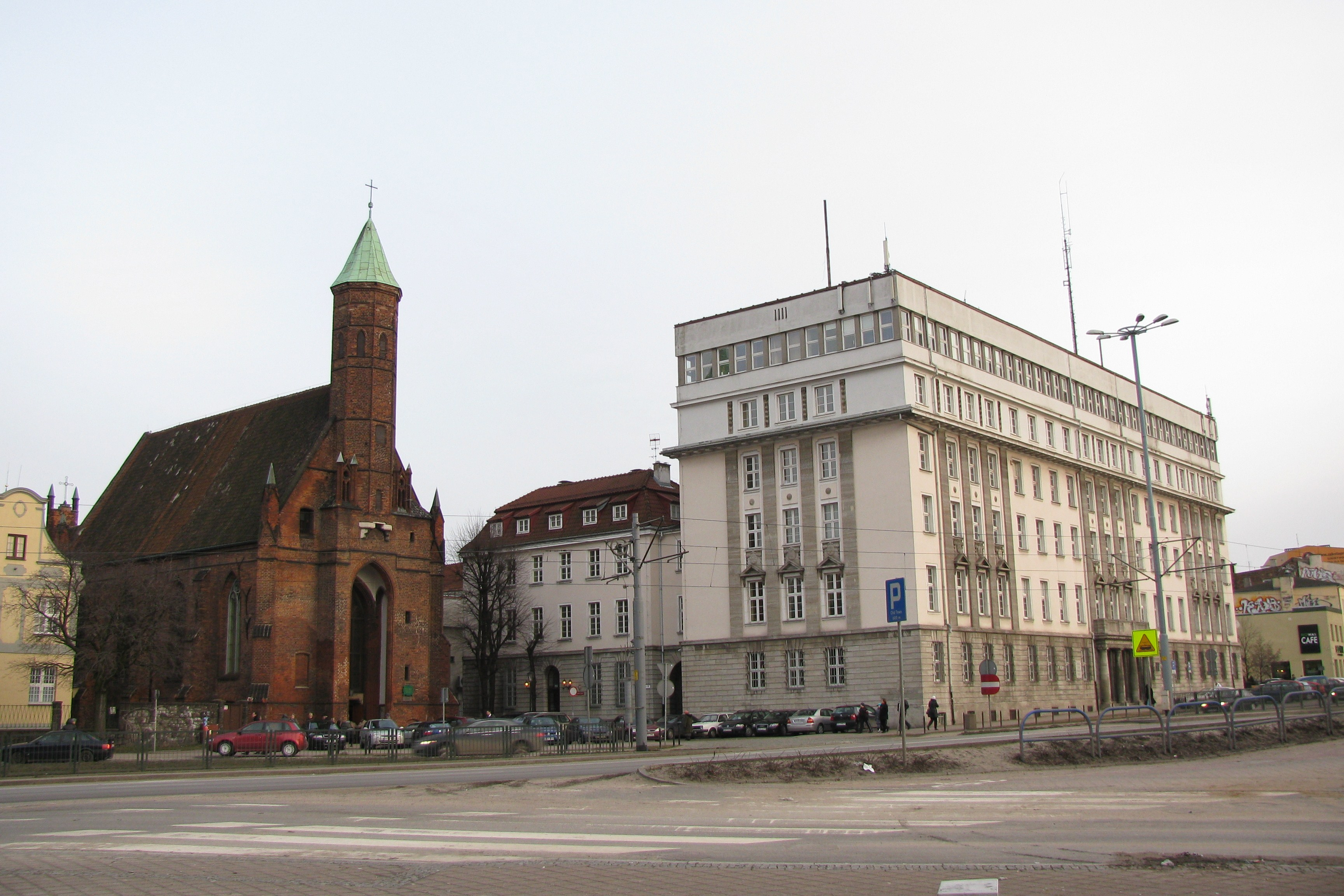
Po lewej kościół św. Elżbiety, po prawej dawna siedziba Komitetu Wojewódzkiego PZPR

- zespół kościoła św. Elżbiety (XIV-XIX wiek): kościół, szpital (położony przy ul. Elżbietańskiej, wejście z Wałów Jagiellońskich).
- Bastion św. Elżbiety z 1554 r. Otaczające go ziemne nasypy zostały zlikwidowane pod koniec XIX w. Obecnie właściciel planuje obudowanie obiektu[13] i przekształcenie go w centrum konferencyjne oraz browar.
- portal i kamieniarka szczytu, ul. Wały Jagiellońskie 38 (z 1549 roku): detale kamienne elewacji[14].
- Nowy Ratusz (zbudowany w latach 1898–1901), obecnie siedziba Rady Miasta Gdańska, dawniej m.in. siedziba Wysokiego Komisarza Ligi Narodów przy Wolnym Mieście oraz siedziba Klubu Studentów Wybrzeża „Żak”.
- budynek prokuratury okręgowej i apelacyjnej, dawniej siedziba Komitetu Wojewódzkiego PZPR, zbudowany jako siedziba Zachodniopruskiego Towarzystwa Ubezpieczeń od Ognia, a w okresie Wolnego Miasta Gdańska siedziba Towarzystwa Ubezpieczeń od Ognia „Gdańsk” (Danziger Feuersocietät) z ok. 1915 roku[15][16]. W okresie międzywojennym budynek pełnił rolę biurowca wynajmowanego wielu instytucjom i firmom, m.in. konsulatom - Stanów Zjednoczonych (1922-1939) i Wielkiej Brytanii (1931-1939).

### Przebudowa w latach 2006-07
W okresie od lipca 2006 do lipca 2007 przeprowadzono gruntowną przebudowę północnej części Wałów Jagiellońskich wraz z północną częścią Podwala Grodzkiego, czyli odcinka głównej arterii komunikacyjnej Trójmiasta od skrzyżowania z Huciskiem do skrzyżowania z Wałami Piastowskimi.
Przebudowa objęła położenie od nowa nawierzchni asfaltowej drogi oraz mostu nad Kanałem Raduni, modernizację linii tramwajowej, remont przejścia podziemnego na wysokości przystanku tramwajowego Dworzec Główny oraz wybudowanie dodatkowego pasa ruchu przeznaczonego wyłącznie dla autobusów.